# Blok (volleybal)

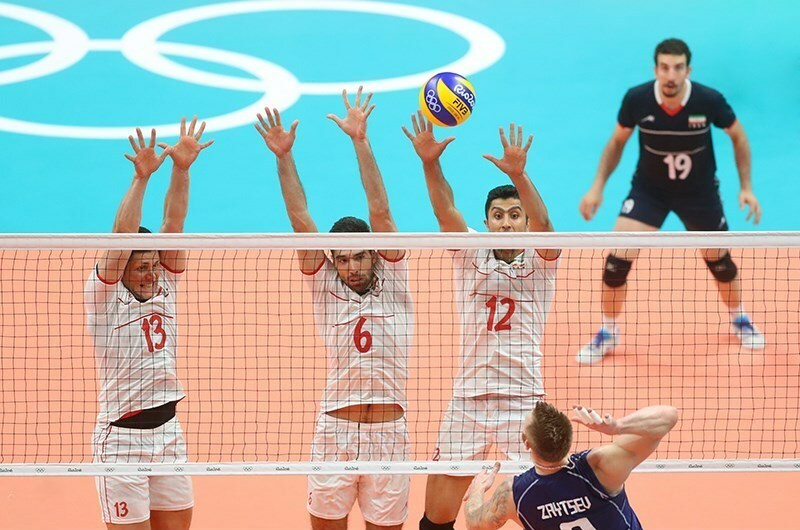
Blok

Het blok is een onderdeel van het volleybalspel. Om het de tegenstander moeilijker te maken met een aanval te scoren, springen een, twee of soms drie spelers tegelijk en naast elkaar met gestrekte armen en handen aan het net op. De kunst is om op het juiste moment en precies tegelijkertijd te springen, en natuurlijk op de plek waar de bal geslagen wordt.
Blokkeren kan aanvallend zijn, waarbij de bal direct teruggaat naar het veld van de tegenpartij, of verdedigend, waarbij de bal zo veel mogelijk wordt vertraagd zodat deze door een teamgenoot makkelijker kan worden gespeeld. In beide gevallen mag het blok de bal aanraken zonder dat het balcontact meetelt als een van maximaal drie momenten van balcontact. De uitzondering is als de bal door het blok buiten het veld terechtkomt, dan is het punt voor de tegenstander.